# Bromchlorthiophene
Die Bromchlorthiophene bilden eine Stoffgruppe, die sich sowohl von den Bromthiophenen als auch von den Chlorthiophenen ableitet. Die Struktur besteht aus einem Thiophenring mit angefügtem Bromatom und Chloratom als Substituenten. Durch deren unterschiedliche Anordnung ergeben sich sechs Konstitutionsisomere.
| Gefahrensymbol |

| Gefahrensymbol |

| Gefahrensymbol |

| Gefahrensymbol |

| Gefahrensymbol |

| Gefahrensymbol |